# Coupe de Mauritanie de football
La Coupe de Mauritanie de football est une compétition créée en 1976 réunissant les clubs de Mauritanie. Le vainqueur se qualifie pour la Coupe de la confédération, sauf s'il réalise le doublé Coupe-championnat (auquel cas, c'est le finaliste de la Coupe qui obtient le billet continental).

## Palmarès
- 1976 : Equipe Esport
- 1977 : Espoirs Nouakchott
- 1978 : Espoirs Nouakchott
- 1979 : ACS Ksar
- 1980 : Non disputée
- 1981 : AS Garde Nationale
- 1982 : ASC Trarza Rosso
- 1983 : Espoirs Nouakchott
- 1984 : ASC Trarza
- 1985 : ASC Police
- 1986 : AS Garde Nationale
- 1987 : AS Amical Douane
- 1988 : ASC Air Mauritanie
- 1989 : AS Garde Nationale
- 1990 : ASC Air Mauritanie
- 1991 : AS Amical Douane
- 1992 : ASC SNIM 2-1 ASC PTT
- 1993 : ACS Ksar
- 1994 : ASC Sonader 1-O ASC Police
- 1995 : ASC Air Mauritanie
- 1996 : ASC Imarguens
- 1997 : ASC Sonelec 2-0 AS Garde Nationale
- 1998 : ASC Sonelec 3-2 SDPA Trarza Rosso
- 1999 : ASC Police 2-1 AS Garde Nationale
- 2000 : ASC Air Mauritanie 4-0 ASC Gendrim
- 2001 : AS Garde Nationale
- 2002 : Non disputée
- 2003 : ASC Entente Sebkha 4-0 ACS Ksar
- 2004 : FC Nouadhibou 1-0 ACS Ksar
- 2005 : ASC Entente Sebkha 2-1 ap JA ASC Socogim
- 2006 : ASC Nasr de Sebkha 1-0 FC Trarza Rosso
- 2007 : ASC Mauritel 0-0 (tab 4-2) AS Garde Nationale
- 2008 : FC Nouadhibou 1-0 ASC Nasr de Sebkha
- 2009 : ASAC Concorde 0-0 (tab 5-4) FC Tevragh Zeïna
- 2010 : FC Tevragh Zeïna 3-0 École Feu Mini
- 2011 : FC Tevragh Zeïna 2-0 ACS Ksar
- 2012 : FC Tevragh Zeïna 1-0 ASAC Concorde
- 2013 : ASC Nasr Zem Zem 1-0 ASC Kédia
- 2014 : ACS Ksar 2-0 ASAC Concorde
- 2015 : ACS Ksar 3-1 FC Tidjikja Sabkha
- 2016 : FC Tevragh Zeïna 2-1 ASAC Concorde
- 2017 : FC Nouadhibou 3-0 (forfait) FC Tevragh Zeïna
- 2018 : FC Nouadhibou 1-1 (tab 6-5) Nouakchott King's
- 2019 : ASC SNIM 1-0 ASC Kédia
- 2020 : FC Tevragh Zeïna 2-0 ASC SNIM
- 2021 : ASAC Concorde 0-0 (tab 6-5) FC Tevragh Zeïna
- 2022 : Nouakchott King's 2-2 (tab 4-2)  FC Nouadhibou
- 2023 : FC Nouadhibou 2-0 AS Douanes
- 2024 : ASC SNIM 2-1  FC Tevragh Zeïna